# Dis Mons
Il Dis Mons è una struttura geologica della superficie di Io.